# Sanlúcar de Barrameda
Sanlúcar de Barrameda er en by og kommune i det sydlige Spanien i provinsen Cádiz. Den har et indbyggertal på 69.876 (2024) indbyggere.